# Spermacoce fabiformis
Spermacoce fabiformis är en måreväxtart som beskrevs av Harwood. Spermacoce fabiformis ingår i släktet Spermacoce och familjen måreväxter. Inga underarter finns listade i Catalogue of Life.